# Facelets
У програмуванні Facelets є системою шаблонів з відкритим вихідним кодом під ліцензією Apache і за замовчуванням представленням (також відомий як декларативна мова) для JavaServer Faces (JSF). Мова потребує коректного вхідного XML-документа для правильної роботи. Facelets підтримує всі JSF компоненти для інтерфейсу користувача і фокусується на створенні дерева JSF компонент, що відображає представлення для програми JSF.
Facelets спирається на деякі ідеї з Apache Tapestry, і досить схожа. Проект концептуально схожий на Tapestry, який перетворює HTML елементи у відповідні компоненти. Facelets також має деяку схожість до Tiles з точки зору підтримки шаблонів, а також композиції.
Спочатку, Facelets була доступна як окрема альтернативна мова для JSF 1.1 та JSF 1.2 яка як використовувати JSP як декларацію мова подання за замовчуванням. Починаючи з JSF 2.0, Facelets за підтримки групи експертів JSF стала основною.